# Narocz (osiedle wczasowe)

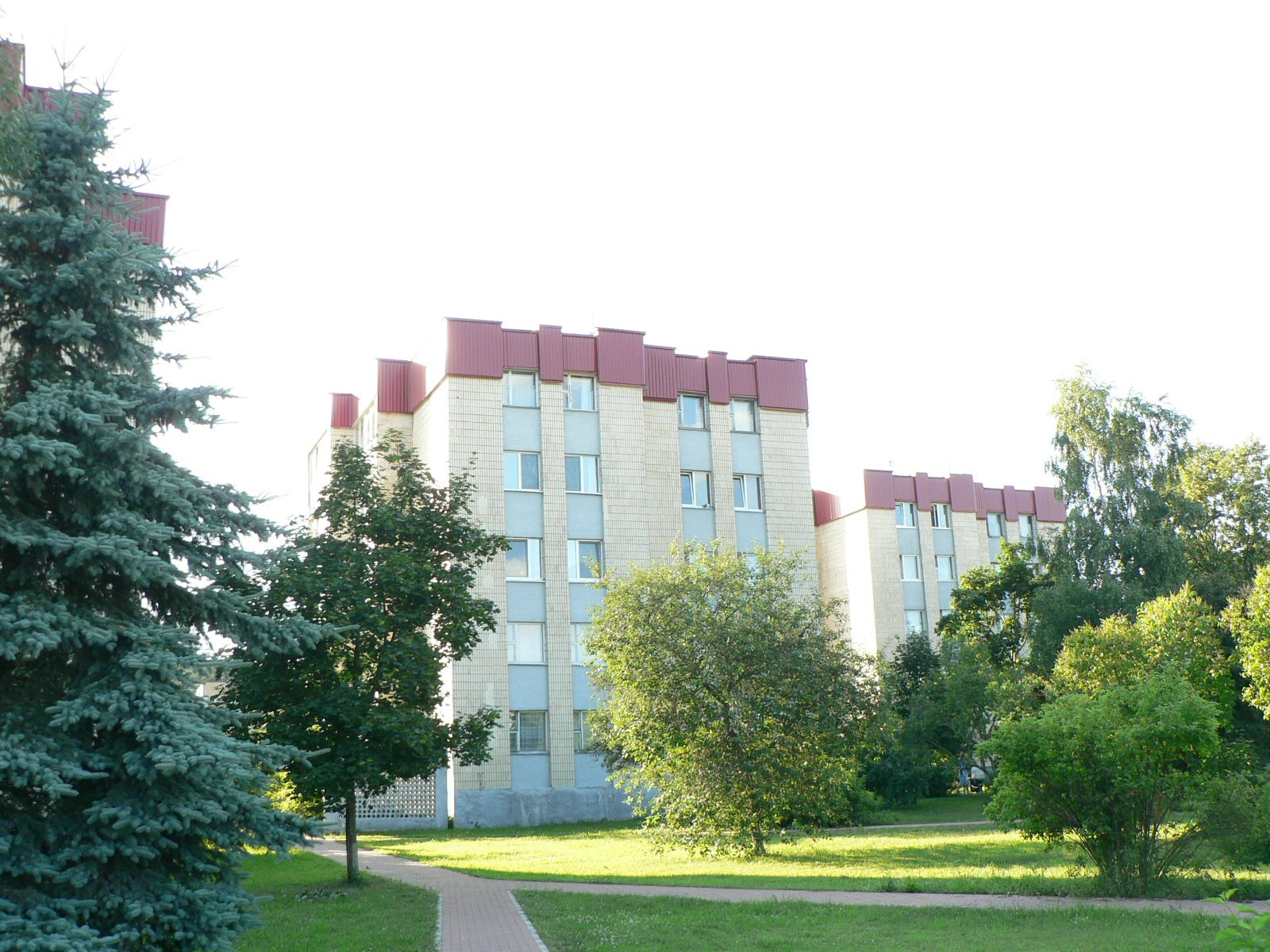
Bloki mieszkalne w okolicy placu głównego

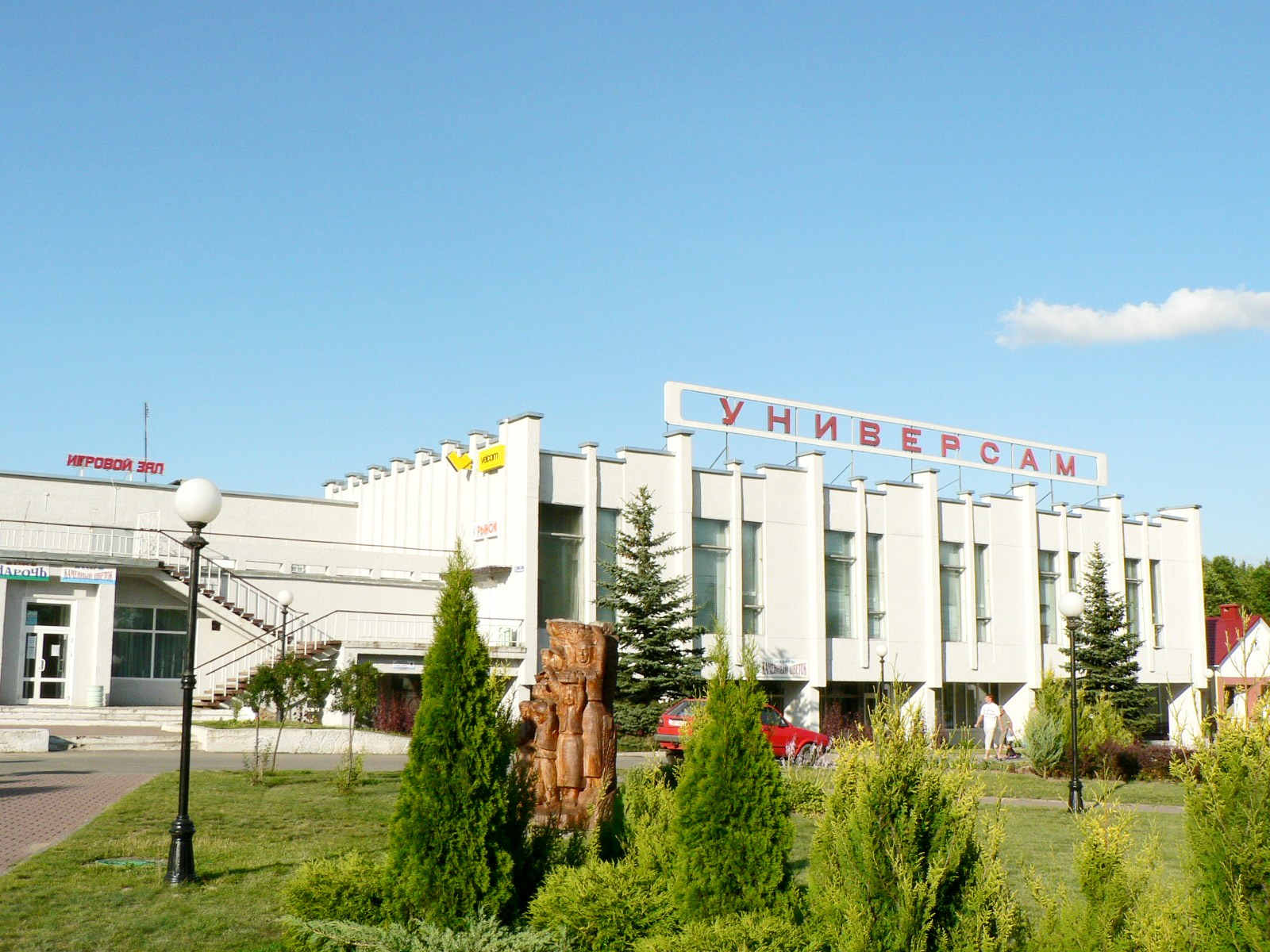
Kompleks usługowo-handlowy: kawiarnia, restauracja, sklep wielobranżowy, niedaleko brzegu Naroczy.

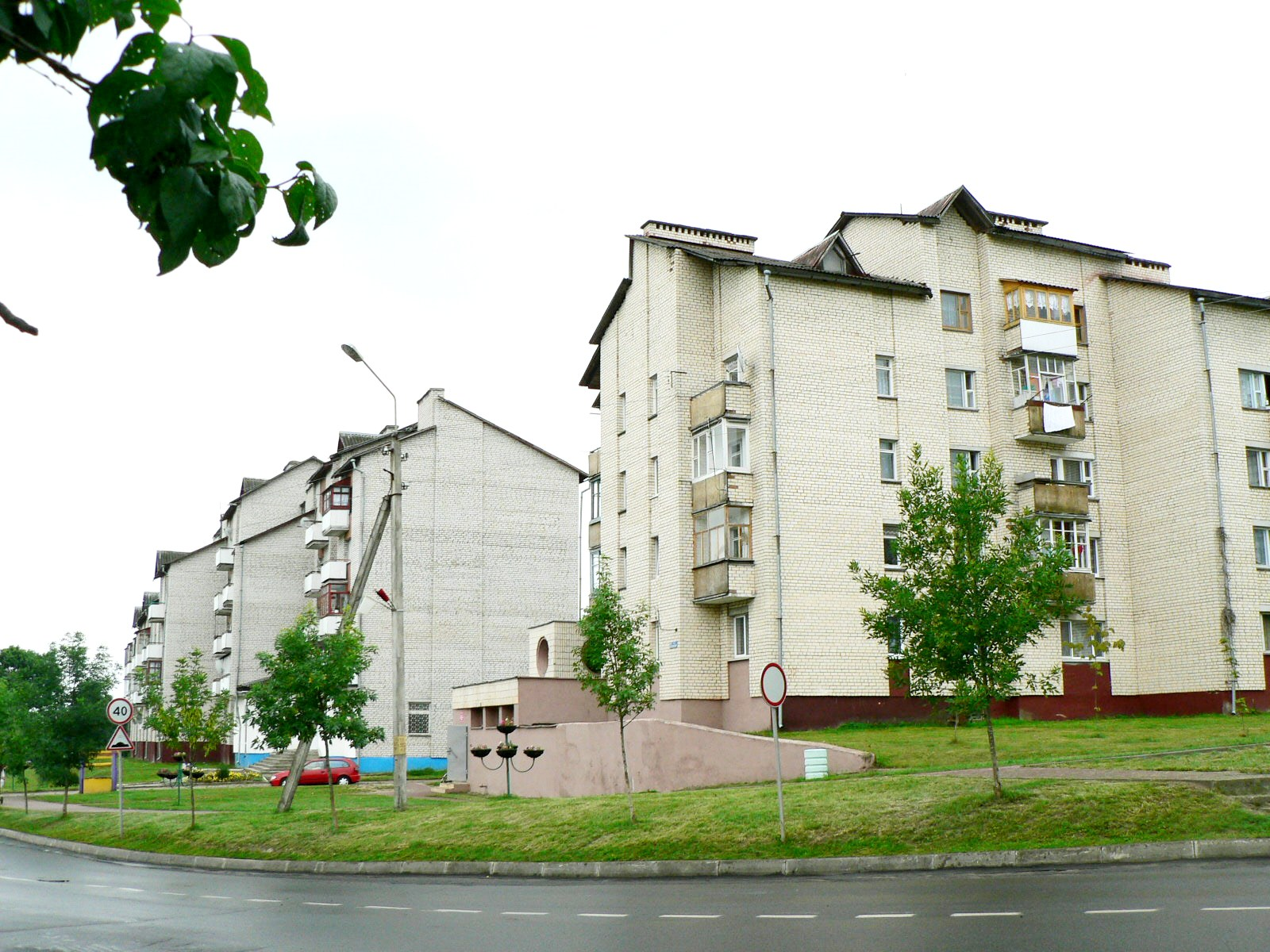
Bloki mieszkalne w górnej części ul.Lenińskiej

Narocz (biał. Нарач, Naracz; ros. Нарочь, Narocz) – osiedle wczasowe na Białorusi, w obwodzie mińskim, w rejonie miadzielskim. W 2010 roku liczyło ok. 3 tys. mieszkańców.
Miejscowość powstała 27 października 1964 roku z połączenia wsi Kupa z innymi położonymi na północno-zachodnim brzegu jeziora Narocz wioskami, tj. Urlikami i Ściepieniewem.
Centrum miejscowości z kilkoma wielopiętrowymi blokami mieszkalnymi, siedziba administracji, posterunkiem milicji, kompleksem handlowo-gastronomicznym, sanatoriami „Narocz” i „Naraczanski bierah”, oraz hotelem „Narocz” mieści się na miejscu dawnej wsi Kupa. Właściwa Kupa znajduje się kilkaset metrów na zachód od szosy Miadzioł–Postawy, a po jej wschodniej stronie znajduje się przystanek autobusowy Narocz (miejscowość wczasowa) – powszechnie nazywany Kupa, oraz sanatorium „Biełaja Ruś”. Na terenie pozostałych dawnych wiosek znajdują się również sanatorium „Pryaziorny”, hotele i pensjonaty: „Sputnik”, „Oziero Narocz”, „Stroitiel”. Mimo iż faktycznie teren zakładu znajduje się przy wsi Antonisberg – na wschód od Kupy – Naroczańskie gospodarstwo rybne (dawny kołchoz rybacki) zaliczane jest również do infrastruktury Naroczy (miejscowość wczasowa). Pomiędzy Kupą a Urlikami znajduje się przystań jachtowa, w okresie radzieckim obsługująca również statki i motorówki wycieczkowe. Poza Kupą – charakteryzującą się zabudową typu miejskiego – pochodzącą głównie z okresu radzieckiego – oraz kompleksami wypoczynkowymi, na obszarze pozostałych dawnych wsi miejscowości wczasowej Naroczy dominuje drewniana zabudowa typu wiejskiego. Trzypiętrowe murowane bloki na północy Kupy dochodzą niemal do południowych krańców pobliskiego agromiasteczka Narocz.
Przy ulicy Lenińskiej 11 ma swoją siedzibę Naroczański Park Narodowy.